# Rudy Rogiers
Rudy Rogiers (* 17. Februar 1961 in Wetteren) ist ein ehemaliger belgischer Radrennfahrer.

## Sportliche Laufbahn
Als Amateur wurde er 1981 im Rennen der UCI-Straßen-Weltmeisterschaften beim Sieg von Andrej Wedernikow Vize-Weltmeister in Prag. Rogiers gewann 1982 die Belgien-Rundfahrt vor Stefan Aerts und das Amateurrennen von Paris–Roubaix. Ende Oktober siegte er in der Amateurausgabe der Trofeo Baracchi mit Nico Emonds als Partner.
1983 wurde er Berufsfahrer in einem kleinen belgischen Radsportteam, ab 1985 fuhr er dann mehrere Jahre im Team Hitachi. Sein bedeutendster Sieg als Profi war ein Etappenerfolg im Etappenrennen 4 Jours de Dunkerque. 1984 konnte er hinter Sean Kelly Zweiter bei Paris–Roubaix werden.
Viermal fuhr er die Tour de France, 1983 war der 67. Rang seine beste Platzierung. Im Giro d’Italia war er 1992 am Start (123.), die Vuelta a España fuhr er 1990 und 1991. Ende 1992 beendete er seine Laufbahn.